# فرودگاه توتوکودی
فرودگاه توتوکودی  (به انگلیسی: Tuticorin Airport)  یک فرودگاه همگانی  با کد یاتا TCR است که یک باند فرود آسفالت دارد و طول باند آن ۱۳۵۱ متر است. این فرودگاه در شهر توتوکودی کشور هند قرار دارد و در ارتفاع ۳۹ متری از سطح دریا واقع شده است.